# Onze-Lieve-Vrouw der Genadekerk

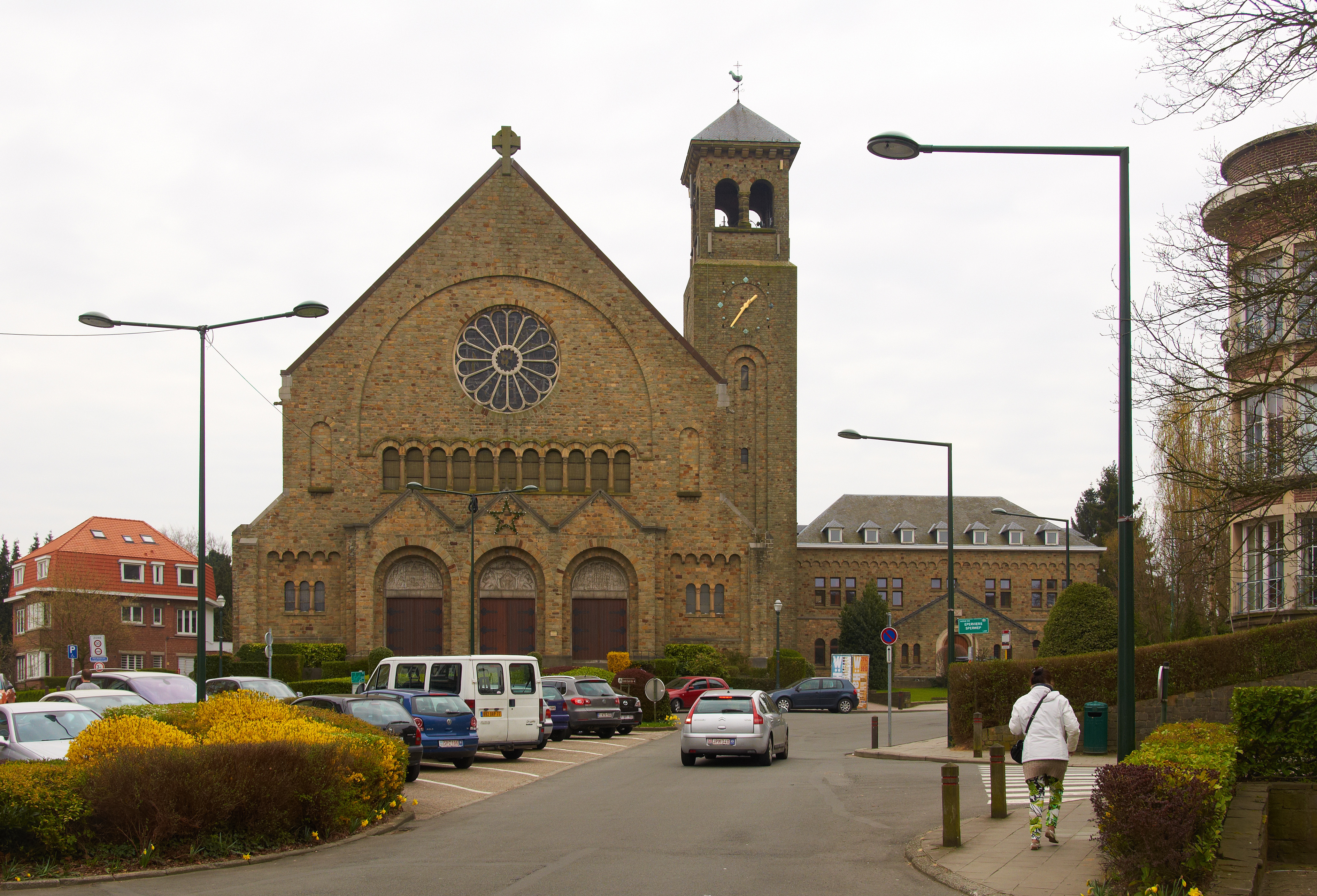
Onze-Lieve-Vrouw der Genadekerk

De Onze-Lieve-Vrouw der Genadekerk of Kerk van Onze-Lieve-Vrouw van Genade (Frans: Église Notre-Dame-des-Grâces) is een kerkgebouw in de Belgische gemeente Sint-Pieters-Woluwe in het Brussels Hoofdstedelijk Gewest. De kerk staat aan de Vogelenzanglaan 2 en het Franciskanenvoorplein in de wijk Vogelzang in het zuidwesten van de gemeente.
Op ongeveer 250 meter naar het oosten ligt het Woluwepark.

## Geschiedenis
In 1244 bouwden de eerste broeders franciscanen die in 1228 in Brussel waren aangekomen een bescheiden kapel buiten de stadsmuren om een beeld van de Maagd Maria te huisvesten, genaamd 'Onze Lieve Vrouw met Vogelgezang'.
Naarmate de stad uitbreidde, bevond de kapel zich in de stad (waar de Beurs van Brussel zich bevindt). Het ontsnapte aan verschillende rampen en vond in 1862 een ereplaats in het klooster van de Franciscanen, gebouwd in de Artesiëstraat (in hetzelfde gedeelte van het stadscentrum).
In 1934 verlieten de franciscanen het klooster aan de Artesiëstraat en vestigden zich in de nieuwe wijk van Sint-Pieters-Woluwe die toen volop in ontwikkeling was. Ze bouwden hier een klooster met kloosterkerk opgedragen aan Onze-Lieve-Vrouw van Genade die in 1949 werd voltooid en op 2 juli 1949 werd ingewijd door kardinaal Jozef Van Roey.

## Gebouw
Het kerkgebouw bestaat uit een klokkentoren en een lang driebeukig schip en koor, samen met 15 traveeën in basilicale opstand, en een rondgesloten koor. Het schip-koor wordt gedekt door een samengesteld zadeldak.
De klokkentoren staat ter hoogte van de negende travee (gezien vanaf het altaar) aan de westzijde van het kerkgebouw tegen de zijbeuk aangebouwd en heeft een tentdak. Ongeveer halverwege het kerkgebouw, ter hoogte van de zesde, zevende en achtste travee zijn er drie zijkapellen aan weerszijden van het kerkgebouw aangebouwd aan de zijbeuken met elk eigen topgevels. Tegen de westelijke zijkapellen is het klooster gebouwd dat verder zuidwaarts doorloopt langs het kerkgebouw. Dit kloostergebouw heeft een kruisvorm, met in de noordwestelijke hoek een binnenplaats waaromheen een kloostergang is gesitueerd. Boven het kruis van het kloostergebouw is een lage vierkante toren gebouwd gedekt onder een tentdak.